# Mineralwasser

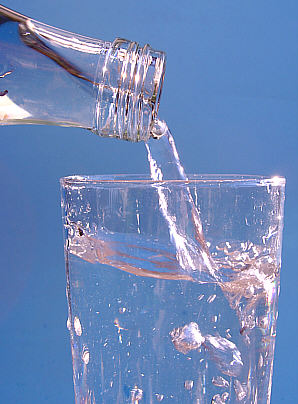
Stilles Mineralwasser aus der Glasflasche

Mineralwasser mit ausperlendem Kohlendioxid (CO_{2})

Mineralwasser ist nach der deutschen Mineral- und Tafelwasserverordnung bzw. der österreichischen Mineralwasser- und Quellwasserverordnung ein Grundwasser mit besonderen Eigenschaften. Seine Inhaltsstoffe dürfen nur unwesentlich schwanken. Es muss aus unterirdischen Wasservorkommen stammen und von „ursprünglicher Reinheit“ sein. Mineralwasser wird direkt am Gewinnungsort – einer Quelle oder einem Brunnen – abgefüllt. Es ist das einzige Lebensmittel, das erst nach amtlicher Anerkennung in den Verkehr gebracht werden darf.
Historische Bezeichnung ohne gesetzliche Normierung ist Sauerwasser, das genau wie Sauerbrunnen auch gleichzeitig die Mineralquelle eines solchen Mineralwassers bezeichnet. Die deutsche Mineralwasserindustrie unterscheidet „klassische“ Mineralwässer (auch „Classic“-Wässer genannt) mit viel Kohlensäure (ca. 7–8 g/l), „medium“ und „stille“ Wässer mit reduzierter Kohlensäure (4–5,5 g/l) und kohlensäurefreie Mineralwässer (weniger als 1 g/l).
siehe auch: Liste europäischer Mineralwassermarken

## Rechtliches
Die nationalen Regelungen beruhen auf der EG-Richtlinie über die Gewinnung von und den Handel mit natürlichen Mineralwässern. Bei Unklarheiten oder Differenzen sind stets die europäischen Bestimmungen vorrangig gültiges Recht. Die Zusammensetzung des natürlichen Mineralwassers, die Temperatur in der Quelle und seine übrigen wesentlichen Merkmale müssen im Rahmen natürlicher Schwankungen konstant bleiben. Natürliches Mineralwasser darf gemäß Art. 4 der EG-Richtlinie nur eingeschränkt behandelt werden. So dürfen unbeständige Inhaltsstoffe wie Eisen- oder Schwefelverbindungen mit physikalischen Verfahren entfernt werden (enteisentes und entschwefeltes Mineralwasser). Unter bestimmten Bedingungen ist es erlaubt, mittels Ozon verschiedene aus dem Gestein stammende Inhaltsstoffe zu entfernen. Einem natürlichen Mineralwasser darf – mit physikalischen Verfahren – Kohlensäure entzogen oder hinzugefügt werden. Des Weiteren dürfen unerwünschte Bestandteile wie zum Beispiel Mangan oder Arsen mit genehmigten Verfahren entfernt oder reduziert werden. Auch Fluorid darf durch den Einsatz aktivierten Aluminiumoxids entfernt werden (Verordnung (EU) Nr. 115/2010).

### Rechtliches in Deutschland

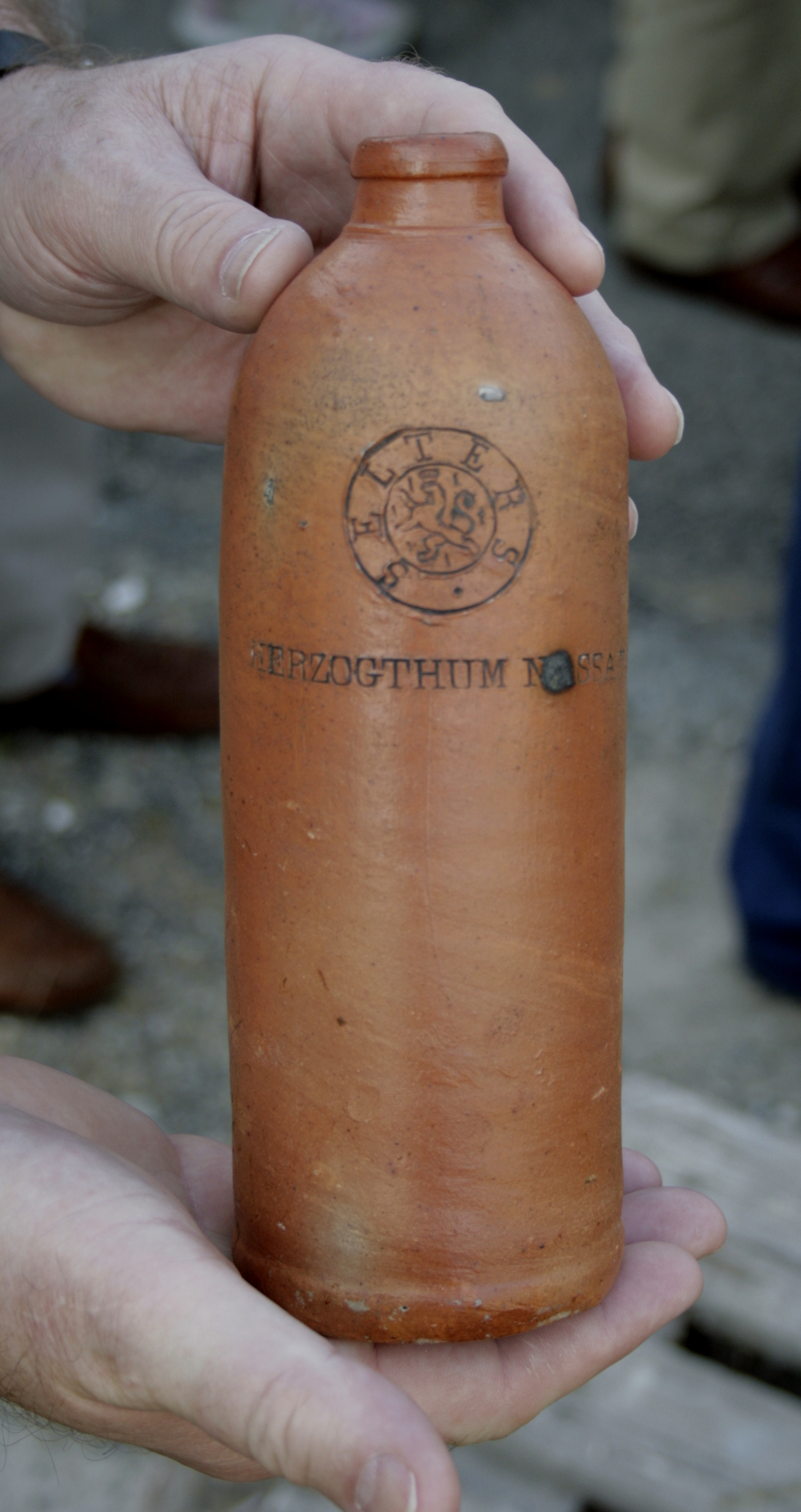
Mineralwasserkrug der Quelle in Niederselters aus dem 19. Jahrhundert

#### Mineral- und Tafelwasserverordnung
Die rechtliche Grundlage von Mineralwasser ist die deutsche Mineral- und Tafelwasserverordnung (Min/TafelWV) (letzte Fassung vom 22. Oktober 2014). Diese schreibt strengere mikrobiologische Grenzwerte als beim Trinkwasser vor, die durch die Lebensmittelüberwachung kontrolliert werden. Sie gelten aber nur für den Ort der Abfüllung, nicht für den weiteren Weg bis zum Verbraucher, während die Anforderungen an Trinkwasser für den Ort der Entnahme gelten. Jede Quelle muss amtlich anerkannt sein, von diesen gibt es in Deutschland derzeit 820. Amtlich anerkannte Mineralwässer werden mit dem Namen und dem Ort der Quelle vom Bundesamt für Verbraucherschutz und Lebensmittelsicherheit im Bundesanzeiger bekanntgegeben. Heilwasser gilt nicht als Lebensmittel, sondern fällt unter das Arzneimittelgesetz.

#### Besteuerung
Im Gegensatz zu anderen Lebensmitteln wird Mineralwasser nicht mit lediglich 7 % Umsatzsteuer besteuert, sondern wie alle Getränke mit 19 %, da es laut Liste der dem ermäßigten Steuersatz unterliegenden Gegenstände nicht in die Kategorie der Grundnahrungsmittel fällt. Diese Einordnung wurde vorgenommen, weil durch das Leitungswasser ein Substitut zum Mineralwasser vorhanden ist.

#### Verkehrsbezeichnung
Verkehrsbezeichnung für natürliches Mineralwasser im Sinne der Lebensmittel-Kennzeichnungsverordnung sind:
- natürliches Mineralwasser
- natürliches kohlensäurehaltiges Mineralwasser
- natürliches Mineralwasser mit eigener Quellkohlensäure versetzt
- natürliches Mineralwasser mit Kohlensäure versetzt
- Säuerling oder Sauerbrunnen

Mineralwasser mit einem natürlichen Kohlendioxidgehalt von mehr als 250 mg/l darf zusätzlich als Säuerling oder Sauerbrunnen bezeichnet werden. Die Bezeichnung Sprudel kann diese Benennung ersetzen, wenn das Mineralwasser im Wesentlichen unter natürlichem Kohlensäuredruck aus der Quelle hervorsprudelt. Oft ist die Bezeichnung „Sprudel“ auch Bestandteil des Quellnamens.
Stilles Mineralwasser ist ein natürliches Mineralwasser, das von Natur aus keine/wenig Kohlensäure enthält oder dem die Kohlensäure vollständig oder teilweise entzogen wurde. Es wird teilweise in die grüne Brunnen-Einheitsflasche abgefüllt. Deklaration und Kohlensäuregehalt stiller Wässer sind gesetzlich nicht vorgegeben.
Mineral- und Heilwässer werden in drei Haupttypen klassifiziert:
- Chlorid-Wässer:
  - Natrium-Chlorid-Wässer
  - Calcium-Chlorid-Wässer
  - Magnesium-Chlorid-Wässer
- Sulfat-Wässer:
  - Natrium-Sulfat-Wässer
  - Calcium-Sulfat-Wässer
  - Magnesium-Sulfat-Wässer
  - Eisen-Sulfat-Wässer
- Hydrogencarbonat-Wässer:
  - Natrium-Hydrogencarbonat-Wässer
  - Calcium-Hydrogencarbonat-Wässer
  - Magnesium-Hydrogencarbonat-Wässer

Ab einem Mineralstoffgehalt von mindestens 1.500 mg/l darf ein Mineralwasser den Hinweis „Mit hohem Gehalt an Mineralien“ tragen.

#### Sprudel, Sauerwasser und andere amtliche Einzelbezeichnungen
Die Kennzeichnung von Mineralwasser ist in der Mineral- und Tafelwasserverordnung geregelt.
Kohlensäurehaltiges Mineralwasser wird auch als saurer Sprudel oder als Selterswasser (kurz Selters) bezeichnet.
Selters darf in der Bundesrepublik Deutschland seit 1984 nicht mehr generisch verwendet werden, ist seitdem nur noch Markenname und lebt nur noch umgangssprachlich fort. In Deutschland darf rechtlich als Sprudel nur Mineralwasser bezeichnet werden und nur dann, wenn es unter Kohlendioxidzusatz abgefüllt wurde oder es sich um einen Sauerbrunnen handelt, bei dem das Wasser natürlicherweise einen so hohen Kohlensäuregehalt hat, dass es bei Druckentlastung sprudelt. Sauerbrunnen oder Säuerlinge sind Mineralwässer, die natürlicherweise mehr als 250 mg/l Kohlendioxid enthalten und keine weitere Behandlung erfahren haben; ausgenommen ist weiterer Kohlendioxidzusatz.
Neben der Verkehrsbezeichnung und anderen Angaben laut Lebensmittel-Kennzeichnungsverordnung sind nach § 9 Mineral- und Tafelwasserverordnung für Mineralwasser folgende Angaben erforderlich:
- Name der Quelle und Ort der Quellnutzung,
- ein Analysenauszug der wichtigsten Inhaltsstoffe,
- soweit zutreffend, Hinweise auf einen Entzug von Kohlensäure, eine Behandlung mit ozonangereicherter Luft, die Eignung für die Ernährung von Kindern oder einen hohen Fluoridgehalt.

### Rechtliches in Österreich
Die rechtliche Grundlage von Mineralwasser ist die österreichische Verordnung über natürliche Mineralwässer und Quellwässer (Mineralwasser- und Quellwasserverordnung), BGBl. II Nr. 309/1999, geändert durch die Verordnung BGBl. II Nr. 500/2004.
Natürliches Mineralwasser ist demnach Wasser, das seinen Ursprung in einem unterirdischen vor jeder Verunreinigung geschützten Wasservorkommen hat und wird aus einer oder mehreren natürlichen oder künstlich erschlossenen Quellen annähernd gleicher Charakteristik gewonnen. Es ist von ursprünglicher Reinheit und hat eine bestimmte Eigenart, die auf seinen Gehalt an Mineralstoffen, Spurenelementen oder sonstigen Bestandteilen zurückzuführen ist, und weist gegebenenfalls bestimmte ernährungsphysiologische Wirkungen auf. Seine Zusammensetzung, Temperatur und übrigen wesentlichen Merkmale müssen im Rahmen natürlicher Schwankungen konstant bleiben, sie dürfen insbesondere durch eventuelle Schwankungen in der Schüttung nicht verändert werden. Natürliches Mineralwasser darf nur in Verkehr gebracht werden, wenn es vom Bundesministerium für Gesundheit und Frauen anerkannt ist.
Quellwasser ist Wasser, das seinen Ursprung in einem unterirdischen Wasservorkommen hat und wird aus einer oder mehreren natürlichen oder künstlich erschlossenen Quellen gewonnen. Es ist von ursprünglicher Reinheit. Quellwasser muss zudem den Anforderungen der Verordnung über die Qualität von Wasser für den menschlichen Gebrauch (Trinkwasserverordnung – TWV), BGBl. II Nr. 304/2001, in der jeweils geltenden Fassung, entsprechen.

## Gesundheitliche Aspekte
Eine Untersuchung zur ernährungsphysiologischen Bedeutung von Trinkwasser in Deutschland kam im Jahr 2009 zu dem Schluss, dass Trink- und Mineralwässer zur Mineralstoffbedarfsdeckung eines Menschen beitragen können, der Bedarf an Mineralstoffen jedoch überwiegend durch feste Nahrung gedeckt wird. Bei einem gesunden Menschen und bei normaler Ernährung macht es deshalb keinen Unterschied, ob man seinen Flüssigkeitsbedarf durch Mineralwasser oder Leitungswasser deckt. In kalkhaltigen Regionen ist der Calcium-Gehalt des Trinkwassers signifikant höher als der eines durchschnittlichen Mineralwassers; so enthält Berliner Trinkwasser bis zu 150 mg Calcium pro Liter, manche Mineralwässer nur ein Zehntel davon. Bei Bluthochdruck sollte natriumarmes Mineralwasser getrunken werden.
Die Variationsbreite des Mineralstoffgehalts ist innerhalb der Gruppen größer, als der zwischen den Gruppen Leitungswasser und Mineralwasser. Weil der Endverbraucher keinen Einfluss auf die Herkunft des Leitungswassers hat, hängt diese Entscheidung demnach von regionalen Gegebenheiten ab, die man anhand der Veröffentlichung des regionalen Wasserversorgers und dem Analyse-Auszug auf der Wasserflasche treffen muss. Im Allgemeinen wird ein hoher Calcium- und Magnesium-Gehalt sowie ein niedriger Natrium-Gehalt als erstrebenswert angesehen.
Die Inhaltsstoffe aus Mineralwässern weisen eine ähnliche Bioverfügbarkeit auf wie die aus anderen Lebensmitteln: Calcium aus Mineralwasser weist eine ähnliche Resorbierbarkeit auf wie Calcium aus Milch (ca. 37 % bis 49 %). Die Resorptionsrate von Magnesium liegt bei rund 50 %.
Trinkwasser ist auf dem Weg zum Endverbraucher nur in Einzelfällen negativen Einflüssen ausgesetzt, die z. B. durch unsachgemäße Hausinstallationen (u. a. alte Bleileitungen in den Häusern oder unzulässige Querverbindungen mit Regenwasseranlagen). Bei Mineralwasser ist dies nahezu ausgeschlossen, sofern es in Glasflaschen transportiert und gelagert wird. Diese sind allerdings immer seltener verfügbar. Allerdings neigen stille Wässer zur Vermehrung von Mikroorganismen, besonders wenn sie zu lange gelagert werden (u. a. auch wegen Lichteinwirkung), kohlensäurehaltige Wässer hingegen nicht.
Zu dem Aspekt der immer verbreiteteren PET-Flaschen siehe weiter unten auf dieser Seite. In Deutschland ist selbst in langen Rohrleitungssystemen der Trinkwasserversorgung bis zur Entnahmestelle kaum eine Gefahr gegeben, dass Verunreinigungen, beispielsweise Bakterien, ins Wasser kommen, da die Leitungen unter hohem Druck stehen, was ein Eindringen von Fremdkörpern effektiv verhindert. Gefahren durch Verunreinigungen entstehen in der Hausinstallation durch Blei- und Kupferleitungen.

### Belastung mit Radionukliden
Mineralwässer weisen häufig einen erhöhten Gehalt an den Radionukliden Radon-222, Radium-226 und Radium-228 auf und tragen damit zu einer größeren Strahlenexposition des Organismus bei. Eine gesundheitliche Gefährdung ist daraus nicht generell abzuleiten, insbesondere Radon tritt in erster Linie direkt an der Quelle auf. Nach Angaben von Rolf Michel, Leiter des Zentrums für Strahlenschutz und Radioökologie der Universität Hannover, hat etwa ein Säugling, der jährlich 50 Liter des am stärksten belasteten Mineralwassers trinkt, eine zusätzliche Strahlenbelastung von 0,1 Millisievert pro Jahr; diese Dosis entspricht etwa der bei einem Langstreckenflug.
Das Umweltbundesamt mahnt hingegen zu hohe Urangehalte in vereinzelten Mineralwässern an und gibt an, dass maximal 10 μg Uran pro Liter für Erwachsene akzeptabel sind. (μg = Mikrogramm = 10−6 Gramm = 0,000001 Gramm). Hierbei bezieht sich das Bundesamt allein auf die toxikologische Wirkung und nicht auf eine mögliche Strahlenbelastung, die unterhalb von 60 μg Uran pro Liter nicht von Belang ist. Die Weltgesundheitsorganisation (WHO) und das Bundesinstitut für Risikobewertung empfehlen einen Maximalgehalt von 15 μg Uran pro Liter für Erwachsene und 2 μg Uran je Liter bei Säuglingen und Kleinkindern. Seit November 2011 muss Trinkwasser einen Urangrenzwert von 10 μg/l einhalten.
Eine Untersuchung des Bundesinstituts für Risikobewertung von 1530 Mineralwasserproben aus deutschen Quellen zwischen den Jahren 2000 und 2004 ergab, dass eine Probe einen Urangehalt von 71 μg pro Liter enthielt, welches kurz darauf aber nicht mehr verkauft wurde. Allerdings lagen die Urangehalte von 97 % der Proben bei weniger als 15 μg Uran pro Liter und galten damals als unbedenklich für Erwachsene. Bei 44 % der Proben lag der Urangehalt unter der Nachweisgrenze von 0,2 μg pro Liter. Mittlerweile (Juli 2006) wurde vom Ministerium für Ernährung und Ländlichen Raum Baden-Württemberg sichergestellt, dass alle Mineralwässer aus Baden-Württemberg mit weniger als 15 μg Uran pro Liter abgefüllt werden.
Durch Uran werden besonders die Nieren des menschlichen Körpers angegriffen und beschädigt. Es gilt allerdings als weniger gefährlich als das ebenfalls enthaltene Radium.
Dennoch lässt es sich in der Realität nicht vermeiden, dass Menschen über ihre Nahrung Uran zu sich nehmen. Beispielsweise enthält Meerwasser etwa 3,3 μg Uran pro Liter, deutsche Flüsse und Seen etwa 1 μg bis 3 μg pro Liter und das Grundwasser in Deutschland kann zwischen 0,4 μg und 2,4 μg pro Liter enthalten. Als aussagekräftigster Vergleich kann das deutsche Trinkwasser mit durchschnittlich 0,3 μg Uran pro Liter zum deutschen Mineralwasser mit durchschnittlich 2,8 μg pro Liter hergezogen werden. Der Zusammenhang erhöhter Urangehalte in Mineral- und Trinkwässern mit der Geologie der Grundwasserspeichergesteine wurde 2009 erstmals bundesweit untersucht. Dabei stellte sich heraus, dass erhöhte Urangehalte vorwiegend an Formationen wie Buntsandstein oder Keuper gebunden sind, die selbst geogen erhöhte Urangehalte aufweisen.

### Belastung mit anthropogenen Stoffen
Neue Untersuchungen des Chemische und Veterinäruntersuchungsamt Münsterland-Emscher-Lippe in Zusammenarbeit mit der Universität Münster zeigen, dass Mikroplastik vom Verpackungsmaterial in Mineralwasser und somit direkt in die menschliche Nahrungskette gelangt. Die meisten der in den PET-Mehrwegflaschen gefundenen Partikel wurden als Polyethylenterephthalat (PET, 84 %) und Polypropylen (PP; 7 %) identifiziert. Die Mehrwegflaschen sind aus PET hergestellt und die Deckel aus PP. Im Wasser der PET-Einwegflaschen wurden nur wenige PET-Partikel gefunden. Im Wasser der Getränkekartons und Glasflaschen wurden weitere Polymere wie Polyethylen und Polyolefine gefunden. Dies erklärt sich daraus, dass Getränkekartons mit Polyethylenfolien beschichtet und Verschlüsse mit Schmierstoffen behandelt werden. Daher deuten diese Ergebnisse darauf hin, dass die Verpackung selbst Mikropartikel freisetzen kann.
Vor allem Pflanzenschutzmittel und deren Zersetzungsprodukte können Mineralwasser belasten. Dennoch gibt es in der deutschen Mineral- und Tafelwasserverordnung keine verbindlichen Grenzwerte für Pestizide und ihre Metabolite; lediglich die Allgemeine Verwaltungsvorschrift über die Anerkennung und Nutzung von natürlichem Mineralwasser (AVV) enthält Orientierungswerte: Mehr als 0,05 µg/l Pestizide sollen danach nicht in Mineralwasser enthalten sein. Die Zeitschrift Ökotest hat im Juli 2011 105 Mineralwässer getestet: In 30 % der Wässer wurden Pestizidmetabolite gefunden, in 17 Produkten sogar in Mengen über 0,05 µg/l.
Die staatliche Lebensmittelüberwachung entscheidet bei derartigen Funden vom Menschen verursachter Verunreinigungen im Mineralwasser über das Weiterbestehen der amtlichen Anerkennung als natürliches Mineralwasser. Bislang sind für Mineralwasser keine Mechanismen zugelassen, mit denen Pestizidmetabolite aus dem Wasser entfernt werden dürfen.
Auch künstliche Süßstoffe im Mineralwasser sind Hinweise für Einflüsse menschlichen Handelns auf Grundwasserschichten, verursacht durch Abwasser. Künstliche Süßstoffe werden als Zuckerersatzstoffe in Lebensmitteln eingesetzt, mit der Nahrung aufgenommen und größtenteils unverändert wieder ausgeschieden und auch in Kläranlagen nicht abgebaut (v. a. Acesulfam). Die Lebensmittelüberwachung Baden-Württemberg stellte 2010 bei 214 untersuchten in- und ausländischen Mineralwässern in 27 Proben (12,2 %) Süßstoffnachweise fest (Cyclamat und Acesulfam). Für künstliche Süßstoffe in Mineralwasser gibt es bislang noch keine verbindlichen Grenzwerte.

### Wasseraufbereitung
Während es bei der Trinkwasseraufbereitung erlaubt ist, im Rahmen genehmigter Verfahren in das Produkt einzugreifen, darf Mineralwasser in seiner ursprünglichen Zusammensetzung nur eingeschränkt verändert werden. Lediglich Eisen-, Mangan-, Schwefel- und Arsenverbindungen, sowie Fluorid und Kohlenstoffdioxid (CO2) dürfen entzogen werden. Der einzige erlaubte Zusatzstoff ist CO2, das mit dem Wasser Kohlensäure (H2CO3) bildet. Auf beide Behandlungen ist auf dem Etikett hinzuweisen. Die Enteisenung wird bei vielen Mineralwässern vorgenommen, da sonst mit der Zeit eine Braunfärbung des Wassers eintritt. Dies kann auch mit Ozon herbeigeführt werden, was aber deklarationspflichtig ist. Die meisten Mineralwässer weisen am Austrittsort einen nicht annähernd so hohen Kohlensäure-Gehalt auf wie nach der Flaschenfüllung. Die Kohlensäure dient unter anderem der Haltbarkeit, da sie durch die Ansäuerung für ein stabiles antimikrobielles Milieu sorgt. Sie regt zudem die Magentätigkeit an. Das Mindesthaltbarkeitsdatum sehr kohlensäurearmer Wässer ist oftmals kürzer als dasjenige von Sprudel- oder Mediumwasser.

## Umweltaspekte
Mineralwasser belastet durch Verpackung und Transporte, wie andere Lebensmittel auch, die Umwelt. Die spezifischen Umweltbelastungen von Mineralwasser wurden in einer - vom Interessenverband der Schweizer Wasserversorger (SVGW) bezahlten - Studie untersucht und mit der Ökobilanz von Trinkwasser aus dem Hahn verglichen. Gekühltes sprudelndes Mineralwasser in der Einwegflasche hat demnach eine 3,5-mal so hohe Umweltbelastung (ausgedrückt in Umweltbelastungspunkten 97 gemäß Methode der ökologischen Knappheit) wie gekühltes sprudelndes Trinkwasser aus dem Hahn. Wesentliche Aspekte sind dabei die Verpackung und der Transport. Mehrwegverpackungen sind nur dann umweltfreundlicher, wenn sie nicht über lange Distanzen transportiert werden müssen. Bei den Transporten ist neben der Entfernung auch das Transportmittel (Lkw, Bahn, Schiff) wichtig für eine Beurteilung. Die Schweiz importierte in den letzten Jahren immer mehr Mineralwasser. Dabei steigt der Erdölverbrauch pro Liter Mineralwasser von 1,5 auf 3,1 Deziliter an. Fast jede zweite Flasche wurde 2018 importiert.

### Mineralwasser in PET-Flaschen
Mineralwasser bietet den Vorteil gleichbleibender Wasserqualität. Allerdings kann es in Ausnahmefällen zu einer Verunreinigung beim Abfüllen, beim Transport oder bei der Lagerung kommen.
Bei der Verwendung von PET-Flaschen kommt es häufig zu einem Eintrag von Acetaldehyd, das bei der Herstellung der Flaschen entsteht. Der EU-Grenzwert für Acetaldehyd ist 6000 Mikrogramm pro Kilogramm für Nahrungsmittel und wird in der Regel nicht annähernd erreicht. Die Mineralwasserhersteller setzen sich selbst einen Grenzwert von 10 µg/l, der allerdings teilweise deutlich überschritten wird. Insbesondere Eigenmarken diverser Discounter sind nach einer Studie der Stiftung Warentest aus dem Jahr 2008 durchschnittlich höher belastet (mit bis zu 30,5 µg/l). Der Grenzwert von 10 µg/l wird als Geschmacksschwelle angesetzt, ab der sich das Acetaldehyd mit einem fruchtig-aromatischen Geschmack bemerkbar macht, was als Geschmacksverfälschung angesehen werden kann. Das Acetaldehyd kann bei der Flaschenherstellung mit geeigneten Blockern neutralisiert werden, jedoch kommen diese bei Einweg-PET-Flaschen im Gegensatz zu Mehrwegkunststoffflaschen aus wirtschaftlichen Gründen seltener zum Einsatz.

## Statistische Daten
In den folgenden Tabellen stehen die Länder mit dem weltweit höchsten jährlichen Verbrauch von in Flaschen abgefülltem Wasser im Jahr 2007. Dazu zählt nicht nur Mineralwasser, sondern unter anderem auch Tafelwasser, Heilwasser und Sodawasser sowie die 20 größten Unternehmen am Mineralwassermarkt in Deutschland 2010 nach ihrem Umsatz.
Interessant ist außerdem die Tatsache, dass die Anzahl der Mineralwassermarken in den Vereinigten Staaten von Amerika von 1970 (16 Marken) über 1998 (50 Marken) bis 2012 (195 Marken) stark gestiegen ist.

### Höchster Gesamtverbrauch (2004)
Diese Länder verbrauchten 2004 das meiste Flaschenwasser.
| Rang | Land                | Mio. Liter |
| ---- | ------------------- | ---------- |
| 1    | Vereinigte Staaten  | 25.766,1   |
| 2    | Mexiko              | 17.671,4   |
| 3    | Volksrepublik China | 11.886,6   |
| 4    | Brasilien           | 11.590,9   |
| 5    | Italien             | 10.653,7   |
| 6    | Deutschland         | 10.306,2   |
| 7    | Frankreich          | 8.544,8    |
| 8    | Indonesien          | 7.356,9    |
| 9    | Spanien             | 5.502,1    |
| 10   | Indien              | 5.122,8    |
|      | Sonstige Staaten    | 39.879,3   |
|      | Weltweit            | 154.280,5  |

### Höchster Gesamtverbrauch (2022)
Diese Länder verbrauchen 2022 das meiste Flaschenwasser:
| Rang | Land                | Mio. Euro |
| ---- | ------------------- | --------- |
| 1    | Vereinigte Staaten  | 74.220    |
| 2    | Volksrepublik China | 58.520    |
| 3    | Deutschland         | 14.980    |
| 4    | Mexiko              | 13.240    |
| 5    | Indonesien          | 9.150     |
| 6    | Frankreich          | 6.560     |
| 7    | Italien             | 6.150     |
| 8    | Brasilien           | 5.370     |
| 9    | Spanien             | 5.360     |
| 10   | Russland            | 5.250     |
| 11   | Indien              | 4.960     |
|      | Sonstige Staaten    | 66.740    |
|      | Weltweit            | 270.500   |

### Pro-Kopf-Verbrauch in Deutschland, Österreich und der Schweiz
Pro-Kopf-Verbrauch von Mineral- und Heilwasser in Liter nach Angaben des Verbandes Deutscher Mineralbrunnen, des österreichischen Fachverbandes der Nahrungs- und Genussmittelindustrie und des Verbandes Schweizerischer Mineralquellen und Soft Drink-Produzenten.
| Jahr | Deutschland | Österreich | Schweiz |
| ---- | ----------- | ---------- | ------- |
| 2016 | 148,2       | 91,6       | 114     |
| 2015 | k. A.       | 93,7       | 115     |
| 2014 | k. A.       | 90,5       | 111     |
| 2013 | 140,2       | 91,3       | 111     |
| 2012 | 137         | 91,3       | 110     |
| 2011 | k. A.       | 89,2       | 111     |
| 2010 | 129,8       | 89,4       | 113     |
| 2009 | 130,6       | 89,2       | 115     |
| 2008 | 131,8       | 90,3       | 118     |
| 2007 | 126,1       | 93,2       | 121     |
| 2006 | k. A.       | 85,8       | 120     |
| 2005 | 127,8       | 87,8       | 121     |
| 2004 | 126,7       | 88,8       | 118     |
| 2003 | 129,1       | 95,6       | 126     |
| 2002 | 115,2       | 89,8       | 108     |
| 2001 | k. A.       | 85,0       | 106     |
| 2000 | 100,3       | 79,4       | 97,3    |
| 1995 | k. A.       | 71,0       | 83,0    |
| 1990 | 82,7        | 67,5       | 69,2    |
| 1985 | k. A.       | 47,0       | k. A.   |
| 1980 | 39,6        | 33,0       | 39,6    |
| 1970 | 12,5        | 6,0        | k. A.   |

### Die größten Unternehmen am Mineralwassermarkt in Deutschland
| Unternehmen                               | Umsatz in Mio. Euro (kursiv=geschätzt) |
| ----------------------------------------- | -------------------------------------- |
| Mitteldeutsche Erfrischungsgetränke (MEG) | 383,0                                  |
| Hansa-Heemann                             | 294,0                                  |
| Hassia-Gruppe                             | 240,0                                  |
| Nestlé Waters Deutschland                 | 195,8                                  |
| Gerolsteiner Brunnen                      | 184,0                                  |
| Danone Waters Deutschland                 | 180,0                                  |
| Franken Brunnen                           | 159,0                                  |
| Hövelmann-Gruppe (Rheinfels-Quelle)       | 147,6                                  |
| Adelholzener Alpenquellen                 | 131,0                                  |
| Vilsa-Brunnen                             | 130,0                                  |
| Mineralquellen Wüllner (Carolinen)        | 126,0                                  |
| Mineralbrunnen Überkingen-Teinach         | 125,0                                  |
| Rhönsprudel                               | 115,6                                  |
| Coca-Cola (Apollinaris)                   | 102,0                                  |
| Hochwald-Sprudel Schupp                   | 74,2                                   |
| Refresco                                  | 66,2                                   |
| Förstina                                  | 60,0                                   |
| Bad Harzburger Mineralbrunnen             | 59,0                                   |
| Gehring-Bunte                             | 55,0                                   |
| Altmühltaler Getränke                     | 29,0                                   |

### Die Marktanteile am österreichischen Mineralwassermarkt
Umsatzzahlen sind in Österreich nicht vergleichbar vorhanden. Diese Werte geben deshalb nur die abgefüllten Mengen an. Sie basieren auf einer Studie aus dem Jahr 2008.
| Marke       | Menge in Millionen Liter | Marktanteil** |
| ----------- | ------------------------ | ------------- |
| Vöslauer    | 237,3                    | 38,3 %        |
| Römerquelle | 150                      | 17,2 %        |
| Waldquelle  | *                        | 09,7 %        |
| Gasteiner   | 45,5                     | 3–4 %         |
| Juvina      | 22                       | 3–4 %         |

* Für Waldquelle liegen für das Jahr 2006 keine Werte vor.

** 12,3 % Marktanteil erreichen verschiedene Importmineralwässer

### Abfüllmengen von Mineralwasser in Österreich
| Jahr | Menge (in Millionen Liter) | Anteil (%) Kohlensäurearm |
| ---- | -------------------------- | ------------------------- |
| 2001 | 641,7                      | 23,9                      |
| 2002 | 652,9                      | 27,9                      |
| 2003 | 708,9                      | 29,6                      |
| 2004 | 632,5                      | 29,1                      |
| 2005 | 644,3                      | 34,9                      |
| 2006 | 618,9                      | 34,2                      |
| 2007 | 679,3                      | 35,0                      |
| 2008 | 688,6                      | 35,6                      |
| 2009 | 681,4                      | 37,6                      |
| 2010 | 702,0                      | 36,7                      |
| 2011 | 717,0                      | 38,5                      |
| 2012 | 736,0                      | 39,1                      |
| 2013 | 770,7                      | 38,8                      |
| 2014 | 672,0                      | 38,8                      |
| 2015 | 715,9                      | 42,7                      |

## Geschichte
Der Genuss von Mineralwasser, dessen belebende oder heilende Wirkung als Getränk und in Bädern war bereits den Römern bekannt. Schon die im äußersten Osten Österreichs gelegene Römerquelle soll dem im nahen Carnuntum residierenden Kaiser Marc Aurel von einem Leiden geheilt haben. 1845, im Zuge der Gründung der steirischen Kurortes Bad Gleichenberg wurde beim weiteren Ausbau des Kurmittelhauses bei der Fassung einer Quelle ein Brunnen aus römischer Zeit ergraben. Im Brunnenschacht wurden 70 römische Münzen von 14 bis 284 nach Christi Geburt und 12 durch das Mineralwasser versteinerte Haselnüsse gefunden.
Ab dem 16. Jahrhundert wurden die Thermalquellen von Karlsbad (das sog. Sprudelwasser) auch für Trinkkuren genützt, später wurde dieses Wasser in Tonkrüge abgefüllt und bis an den Kaiserhof nach Wien gesendet. Ab dem 19. Jahrhundert füllte man es auch in Flaschen ab. Heinrich Mattoni wurde zum bekanntesten Abfüller des Karlsbader Mineralwasser, die von ihm gegründete Marke Mattoni existiert noch heute.
Spätestens seit dem 18. Jahrhundert beschäftigte man sich mit der Herstellung künstlicher Mineralwässer auf Basis der Analyse bekannter Mineralbrunnen. Die erste Manufaktur zur Fabrikation wurde in Paris durch Paul et Comp. 1799 eingerichtet. Selbiger hatte schon zehn Jahre zuvor in Genf ein solches Etablissement betrieben. Aufgrund einer Vergiftungserkrankung, die er sich bei Versuchen mit Blausäure zugezogen hatte, beschäftigte sich der deutsche Arzt Friedrich Adolph Struve mit der Herstellung von künstlichem Mineralwasser. Nach mehreren Aufenthalten in Karlsbad und Marienbad eröffnete Struve 1820 in der Dresdner Seevorstadt die erste Trinkkuranstalt, der schon bald weitere, zunächst in Leipzig und Berlin (1823), folgten.

## Verwandte Produkte
- Quellwasser und Tafelwasser sind ebenfalls in der Mineral- und Tafelwasserverordnung definiert, sind aber kein Mineralwasser.
- Ebenfalls vom Mineralwasser zu unterscheiden ist Heilwasser, das aufgrund einer Ausnahmeregelung ohne den Nachweis einer vorbeugenden, lindernden oder heilenden Wirkung als Arzneimittel zugelassen wurde. Der Mineralstoff- und Spurenelementegehalt von Heilwässern liegt in der Regel höher als bei natürlichen Mineralwässern.[47]
- Sodawasser ist ein Tafel- oder Mineralwasser, das in Deutschland mindestens 570 mg/l Natriumhydrogencarbonat (Trivialbezeichnung „Natron“) sowie Kohlensäure enthält.